# Lukather
Lukather è il primo album solista del chitarrista Steve Lukather, componente del gruppo rock Toto.

## Album
Dopo la fine del Seventh One World Tour dei Toto, i membri della band decisero di prendersi un periodo di pausa per intraprendere nuovi progetti. Steve Lukather aveva ormai collezionato un buon numero di canzoni di suo pugno, mai incise per i dischi dei Toto, e così nacque il suo primo disco solista, con un'idea musicale diversa a cui i fan non erano abituati. Alcuni di questi brani, li eseguì dal vivo in un mini tour alla fine del 1988, svoltosi per lo più nell'area dei club losangeliani. L'album vede la presenza di importanti collaboratori, sia nel processo di songwriting, sia in quello di incisione. Eddie Van Halen, ad esempio, co-scrive e suona il basso in Twist the Knife (una outtake dei Van Halen), mentre nella epica Fall Into Velvet duettano nei soli con Jan Hammer (famoso per le colonne sonore di Miami Vice da lui scritte) e Steve Stevens, che partecipa anche alla stesura del brano. Suonano nel disco anche Jeff Porcaro (Drive a Crooked Road e Steppin' On Top of Your World) e David Paich (Lonley Beat of My Heart). Tra gli altri ospiti nell'album troviamo anche Carlos Vega, Randy Jackson, Tom Kelly, Lenny Castro, Richard Marx e C.J. Vanston. Dall'album venne estratto il singolo Swear Your Love, e fu girato un video per Lonley Beat of My Heart.

## Tracce

### Lato A
1. Twist The Knife (Lukather,Van Halen)-5:24
2. Swear Your Love (Lukather, Marx)-4:00
3. Fall Into Velvet (Lukather, Curin Stevens)-9:03
4. Drive A Croaked Road (Lukather, Kortchmar)-5:20
5. Got My Way (Lukather, Goodrum, Landau)-4:57

### Lato B
1. Darkest Night Of The Year (Lukather, Stevens)-5:19
2. Lonely Beat Of My Heart (Lukather, Warren)-4:17
3. With A Second Chance (Lukather, Goodrum)-4:36
4. Turns To Stone (Lukather, Goodrum)-5:35
5. It Looks Like Rain (Lukather, Kelly, Steinberg)-4:21
6. Steppin' On Top Of Your World (Lukather, Kortchmar)-5:41

## Formazione
- Steve Lukather, voce, chitarra, tastiera, basso